# Childhood Kidney Diseases
《Childhood Kidney Diseases》(차일드후드 키드니 디지즈, CKD)는 대한소아신장학회에서 연 2회 발간하는 영문 의학 저널이다.

## 역사
1997년부터 2014년까지 대한소아신장학회지로 발간을 하였고, 2015년부터 Childhood Kidney Diseases라는 명칭의 영문 학술지로 전환하였다.

## 등재
DOAJ에 등재되었다 (2022년 5월).

## 같이 보기
- 대한민국의 학술지 목록